# Pap Éva (műfordító)
Pap Éva (Budapest, 1947. március 20. –) magyar szerkesztő, műfordító, finnugrista, irodalomtörténész, könyvkiadó.

## Élete
Az ELTE magyar-orosz szakán végzett 1971-ben. Ezalatt megtanult finnül is. Diplomamunkáját a modern finn irodalomból írta. 1973-ban summa cum laude minősítéssel doktorált.
Évekig a Corvina Könyvkiadó szerkesztője volt. Az Európa Könyvkiadónál finn, német és angol szépirodalmi könyveket szerkesztett. Közben műfordított. Később szabadfoglalkozású műfordító és szerkesztő lett. Klasszikus és modern finn szépirodalmat fordított, szaklapokban publikált. 1970-től bekapcsolódott a finn-magyar kulturális kapcsolatok ápolásába. A Finn Irodalmi Társaság levelezőtagjává választották, Kalevala emlékéremmel tüntették ki. A Budapesti Kalevala Baráti Kör elnöke lett. 1998-ban létrehozta saját alapítványát és kiadóját skandináv művek magyar kiadására. 2004-től a helsinki Magyar Kulturális és Tudományos Központ igazgatója volt. 2013-ban a Finn Oroszlán Lovagrend 1. osztályú érdemrendjét kapta a finn nyelv, irodalom és kultúra magyarországi előmozdítása érdekében végzett kitartó és eredményes munkásságáért.
A Polar Alapítvány – egyik – létrehozója. Az alapítvány a skandináv irodalom és kultúra népszerűsítével, könyvek kiadásával foglalkozik Magyarországon.

## Művei
- Helsinki; térképvázlatok Pakurár István; Panoráma, Bp., 1980 (Külföldi városkalauzok)
- A medvefiú. Finnugor népek meséi; vál. Pap Éva, ford. Árvay János et al.; Európa, Bp., 1984
- A farkasmenyasszony. Klasszikus finn kisregények; ford. Bereczki Urmas et al., jegyz. Pap Éva; Európa, Bp., 1985 (A finn irodalom könyvtára)
- Káin leánya. Mai finn kisregények; vál., jegyz. Pap Éva, ford. Fehérvári Győző et al.; Európa, Bp., 1992